# Cnidoscolus paucistamineus
Cnidoscolus paucistamineus là một loài thực vật có hoa trong họ Đại kích. Loài này được (Pax) Pax mô tả khoa học đầu tiên năm 1931.